# Koratikere, Krishnarajpet
Koratikere là một làng thuộc tehsil Krishnarajpet, huyện Mandya, bang Karnataka, Ấn Độ.